# Edward W. Wynkoop
Edward Wanshear Wynkoop (Filadelfia, 19 giugno 1836 – Santa Fe, 11 settembre 1891) è stato uno dei fondatori della città di Denver, in Colorado e Wynkoop Street a Denver porta il suo nome.

## Biografia
Edward Wanshaer Wynkoop nacque a Filadelfia il 19 giugno 1836, ultimo di otto figli. Era il pronipote del membro del Congresso continentale, il giudice Henry Wynkoop. Fu nominato primo sceriffo della contea di Arapahoe, Territorio del Kansas (l'intero quarto nord-est dell'attuale Stato del Colorado) il 21 settembre 1858. Prestò servizio come ufficiale nel Primo cavalleria volontaria del Colorado durante la guerra civile americana, raggiungendo il grado di maggiore dei volontari, e fu brevettato tenente colonnello nel maggio 1865. Durante un periodo come comandante di posta a Fort Lyon, in Colorado, nel 1864, incoraggiò gli sforzi di pace con i Cheyenne, ma fu trasferito nel novembre 1864, a Fort Riley, Kansas, dove fu inviato al momento del massacro di Sand Creek. A nome dell'esercito americano indagò sull'operato del col John M. Chivington a Sand Creek, che portò alla condanna di Chivington.
Nel 1866, divenne un agente indiano per i Cheyenne meridionali e gli Arapaho, rassegnando le dimissioni nel dicembre 1868 per protestare contro la distruzione del villaggio di Black Kettle nella battaglia del fiume Washita. In seguito divenne direttore del penitenziario del New Mexico e morì a Santa Fe l'11 settembre 1891.